# کنتربری (ویکتوریا)
کنتربری (به انگلیسی: Canterbury) یک حومه شهر در استرالیا است که در ویکتوریا (استرالیا) واقع شده‌است.